# بلديات فرنسا

تقسيم البلديات الفرنسية

بلديات فرنسا هي أدنى مستوى في التقسيم الإداري للجمهورية الفرنسية. ويمكن للبلدية الفرنسية أن تكون مدينة من 2,000,000 نسمة، كما هو الحال في باريس، أو مجرد قرية صغيرة من عشرة أشخاص.
وكقاعدة عامة، فإن كافة أراضي الجمهورية الفرنسية تنقسم إلى بلديات، حتى الجبال غير المأهولة أو الغابات الممطرة، مع وجود استثناءات قليلة. وهذا بخلاف دول أخرى مثل الولايات المتحدة حيث تخضع المناطق غير المنظمة فيها إلى سلطة أعلى بشكل مباشر ولا تعتبر كبلدية مستقلة.

## الخصائص العامة لبلديات فرنسا
ظهرت كلمة (بلدية) في فرنسا منذ القرن الثاني عشر، وكانت باللاتينية: communia، وتعني حشد صغير من الناس يتشاركوا في الحياة المشتركة.

### العدد الإجمالي للبلديات
اعتبارًا من 9 يناير 2008، كان هناك 36781 بلدية في فرنسا، 36569 منهم في فرنسا ذاتها و212 منهم في خارج القطر الفرنسي. وهذا ما يجعل عدد البلديات في فرنسا أعلى بكثير من أي بلد أوروبي آخر.
|                | بالقطر الفرنسي | خارج فرنسا |
| -------------- | -------------- | ---------- |
| مارس 1861      | 37,510         | غير محددة  |
| مارس 1866      | 37,548         | غير محددة  |
| 6 مارس 1921    | 37,963         | غير محددة  |
| 7 مارس 1926    | 37,981         | غير محددة  |
| 8 مارس 1931    | 38,004         | غير محددة  |
| 8 مارس 1936    | 38,014         | غير محددة  |
| 1 يناير 1947   | 37,983         | غير محددة  |
| 10 مايو 1954   | 38,000         | غير محددة  |
| 7 مارس 1962    | 37,962         | غير محددة  |
| 1 مارس 1968    | 37,708         | غير محددة  |
| 1 يناير 1971   | 37,659         | غير محددة  |
| 20 فبراير 1975 | 36,394         | غير محددة  |
| 1 يناير 1978   | 36,382         | غير محددة  |

|              | بالقطر الفرنسي | خارج فرنسا |
| ------------ | -------------- | ---------- |
| 1 مارس 1982  | 36,433         | 211        |
| 1 مارس 1985  | 36,631         | 211        |
| 1 مارس 1990  | 36,551         | 212        |
| 1 يناير 1999 | 36,565         | 214        |
| 1 يناير 2000 | 36,567         | 214        |
| 1 يناير 2001 | 36,564         | 214        |
| 1 يناير 2002 | 36,566         | 214        |
| 1 يناير 2003 | 36,565         | 214        |
| 1 يناير 2004 | 36,569         | 214        |
| 1 يناير 2005 | 36,571         | 214        |
| 1 يناير 2006 | 36,572         | 214        |
| 1 يناير 2007 | 36,570         | 214        |
| 1 يناير 2008 | 36,569         | 212        |

### المساحة النموذجية للبلدية

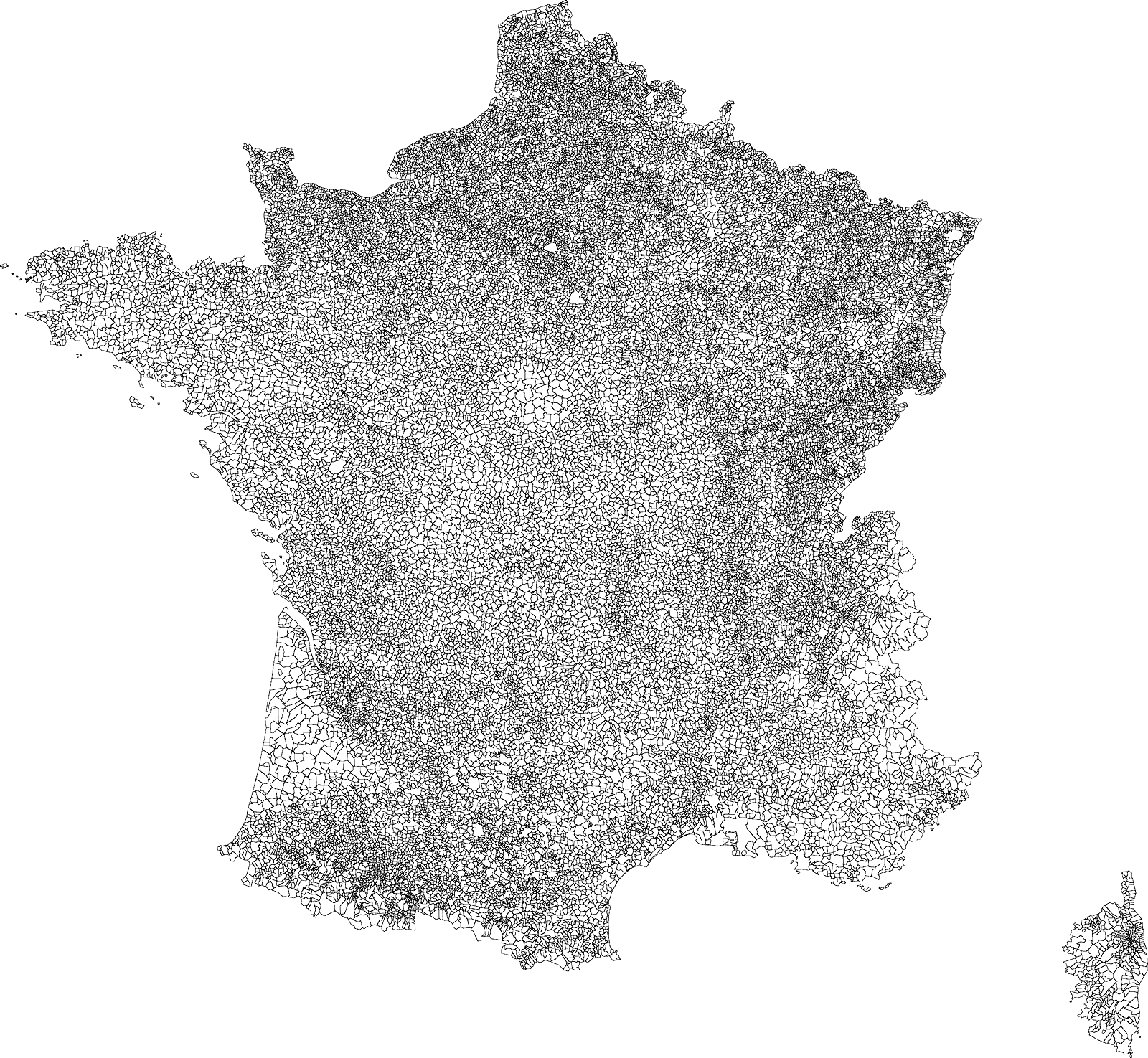
البلديات ال 36569 بداخل القطر الفرنسي

في داخل القطر الفرنسي: متوسط مساحة البلدية في فرنسا لعام 2004 هو 14.88 كيلومتر مربع (5.75 ميل مربع، أو 3676 فدان). ومتوسط المساحة لبلديات المدن الكبرى في فرنسا هو أفضل مقياس للمساحة النموذجية للبلدية الفرنسية.
ومقياس متوسط المساحة الفرنسي أقل من مقاييس معظم الدول الأوروبية. ففي إيطاليا متوسط مساحة البلدية هو 22 كيلومتر مربع (8.5 ميل مربع)، وفي بلجيكا هو 40 كيلومتر مربع (15.5 ميل مربع)، وفي إسبانيا هو 35 كيلومتر مربع (13.5 ميل مربع)، وفي ألمانيا، فإن متوسط مساحة البلدية يزيد عن 15 كيلومتر مربع (5.8 ميل مربع).
أما عن بلديات المحافظات الفرنسية في الخارج مثل ريونيون وغيانا الفرنسية فهي كبيرة وفقًا للمعايير الفرنسية.

### عدد سكان البلديات
كان متوسط عدد سكان بلديات فرنسا وفق تعداد 1999 380 نسمة. وهو عدد قليل جدًا مقارنةً مع متوسط عدد سكان بلديات الدول الأوروبية. (البلديات في سويسرا أو راينلاند قد تكون مساحتها أقل، كما ذكر أعلاه، ولكنها أكثر ازدحامًا بالسكان). ويمكن مقارنة العدد القليل لمتوسط عدد سكان البلديات في فرنسا مع كل من: إيطاليا حيث كان كان متوسط عدد سكان بلدياتها في عام 2001 2343 نسمة، وبلجيكا حيث كان 11265 نسمة، أو حتى إسبانيا حيث كان 564 نسمة.
ويلاحظ أن بلديات فرنسا متباينة في أحجامها. وكما ذكر في المقدمة، أنه يمكن للبلدية أن تكون مدينة من 2,000,000 نسمة مثل باريس، فبذلك يخبرنا متوسط عدد السكان أن الغالبية العظمى من البلديات الفرنسية لا تملك إلا حوالي 200 نسمة، وإن كان هناك عدد قليل من السكان في المجتمعات المحلية أعلى من ذلك بكثير.
في القطر الداخلي الفرنسي، هناك 20982 بلدية عدد سكانها أقل من 500 نسمة، وهي تشكل 57.4 ٪ من العدد الإجمالي للبلديات في فرنسا. وفي هذه البلديات يعيش 4638000 نسمة فقط، أو 7.7 ٪ من مجموع سكان فرنسا. وبعبارة أخرى، فقط 7.7 ٪ من سكان فرنسا يعيشون في 57.4 ٪ من البلديات، في حين يتركز 92.3 ٪ من السكان في 42.6 ٪ من البلديات الفرنسية.

### الألزاس كمثال للبلدية

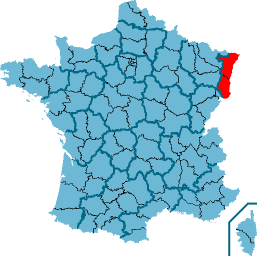
موقع الألزاس على خريطة فرنسا

علم الألزاس

تعد الألزاس أصغر منطقة في فرنسا الأم، حيث تبلغ مساحتها 8280 كيلومتر مربع (3197 ميل مربع)، ومع ذلك تم تقسيمها إلى ما لا يقل عن 904 بلدية. وهذا العدد الكبير من البلديات ليس بغريب إذا ما قورن بمناطق أخرى من فرنسا الأم، ولكن إذا تم دراسته على الصعيد الأوروبي فإنه يكشف عن وضع غريب للبلديات الفرنسية.
فعدد بلديات الألزاس (904 بلدية) يعد أكبر ثلاث مرات من عدد البلديات في مملكة السويد التي تغطي أراضي واسعة تصل إلى 449964 كيلومتر مربع (173732 ميل مربع) ومقسمة إلى 290 بلدية فقط. وعدد بلديات الألزاس هو ضعف عدد البلديات في هولندا التي تقسم أراضيها إلى 441 بلدية فقط، وذلك على الرغم من أن عدد سكانها تسعة أضعاف عدد سكان الألزاس ومساحة أرضها أربعة أضعاف مساحة الألزاس.
وقد انضمت معظم بلديات الألزاس مع الغالبية العظمى من نظيراتها في مناطق أخرى في رفضهم للقوانين الفرنسية الدافعة لدمج البلديات مع بعضها البعض، في حين أنه في معظم الولايات الألمانية الواقعة على الحدود مع الألزاس تم دمج بلدياتها منذ الستينات، وبالتالي تم الحد من أعدادهم بشكل كبير.
ففي ولاية بادن فورتمبيرغ الألمانية انخفض عدد بلدياتها من 3378 في عام 1968 إلى 1108 اعتبارًا من سبتمبر 2007. وفي المقابل، انخفض عدد بلديات الألزاس من 945 في عام 1971 إلى 904 اعتبارًا من يناير 2007. ونتيجة لذلك، فإنه بالكاد تمتلك منطقة الألزاس، نفس عدد البلديات التي تمتلكها ولاية بادن فورتمبيرغ الألمانية، على الرغم من قلة مساحة أرضها وحجم سكانها بالمقارنة مع بادن فورتمبيرغ.

### الوضع القانوني للبلديات
على الرغم من الاختلافات الهائلة في عدد السكان، فإنه لكل بلدية من بلديات الجمهورية الفرنسية عمدة، ومجلس بلدي يدير شؤون البلدية مع العمدة من المقر العام للبلدية. ويمتلك العمدة والمجلس البلدي نفس السلطات والقوة، وذلك بغض النظر عن حجم البلدية (ويختلف الأمر بالنسبة للشرطة في باريس، حيث تدار من قبل الحكومة المركزية لا بواسطة عمدة البلدية، وذلك هو الاستثناء الوحيد على هذه القاعدة). ومن الواضح أن هذا التوحيد بالنسبة لشرطة باريس هو من تراث الثورة الفرنسية التي أرادت التخلص من الخصوصيات المحلية والاختلافات الهائلة للأوضاع التي كانت سائدة في مملكة فرنسا.
وضع القانون الفرنسي حلولاً للاختلافات واسعة في حجم البلديات في عدد من بنود القانون الإداري الذي حدد حجم المجلس البلدي، وطريقة انتخاب المجلس البلدي، والحد الأقصى المسموح به لتمويل الحملات الانتخابية بواسطة رئيس البلدية ونائبه.
بصدور قانون التنظيم الإداري لباريس ومارسيليا وليون (PML) في عام 1982، صار لثلاث بلديات فرنسية (وهم:باريس ومارسيليا وليون) وضعًا خاصًا، حيث انقسموا إلى مزيد من الدوائر المحلية. تلك الدوائر المحلية هي الوحدات الإدارية الوحيدة التي تكون أقل من البلدية في الجمهورية الفرنسية. ويلاحظ أن البلديات الفرنسية تعتبر كيانات قانونية، في حين أن الدوائر المحلية قد لا يحمل صفة رسمية، ولا توجد ميزانية خاصة بها.
وتنظم حقوق والتزامات البلديات من خلال قانون 21 فبراير لعام 1996 ومن خلال المرسوم رقم 2000-318 الصادر في 7 أبريل لعام 2000 للوائح التنظيمية.

## تاريخ بلديات فرنسا
تم إنشاء البلديات الفرنسية في بداية الثورة الفرنسية فيما بين 1789-1790.

### في عهدمملكة فرنسا

#### مرحلة الأبراشيات
قبل الثورة، كانت الأبرشية أقل مستوى من التقسيم الإداري في فرنسا، وكان هناك ما يصل إلى 60,000 أبرشية في المملكة. وكانت الأبرشية مكونة من كنيسة، وبيوت من حولها (قرية صغيرة)، وأراضي زراعية محيطة بتلك القرية. وكانت فرنسا البلد الأكثر سكانًا في أوروبا في هذا الوقت، حيث بلغ عدد سكانها حوالي 25 مليون نسمة في أواخر القرن الثامن عشر (في المقابل، كان في إنجلترا ستة ملايين نسمة فقط).

#### مرحلة المدن الموثقة
بالإضافة إلى ما سبق كانت هناك بعض المدن التي حصلت على مواثيق خلال العصور الوسطى، إما من الملك نفسه، أو من الهيئات المحلية. وهذه المدن كانت تتكون من عدة أبرشيات (وصلت إلى أكثر من 100 في باريس)، وكانت عادًة تحاط بجدار دفاعي لحمايتها. تحررت تلك المدن من سلطة الأمراء الإقطاعيين خلال القرن الثاني عشر والقرن الثالث عشر، وكانت تدار بواسطة الهيئات البلدية.

### في عهدالثورة الفرنسية

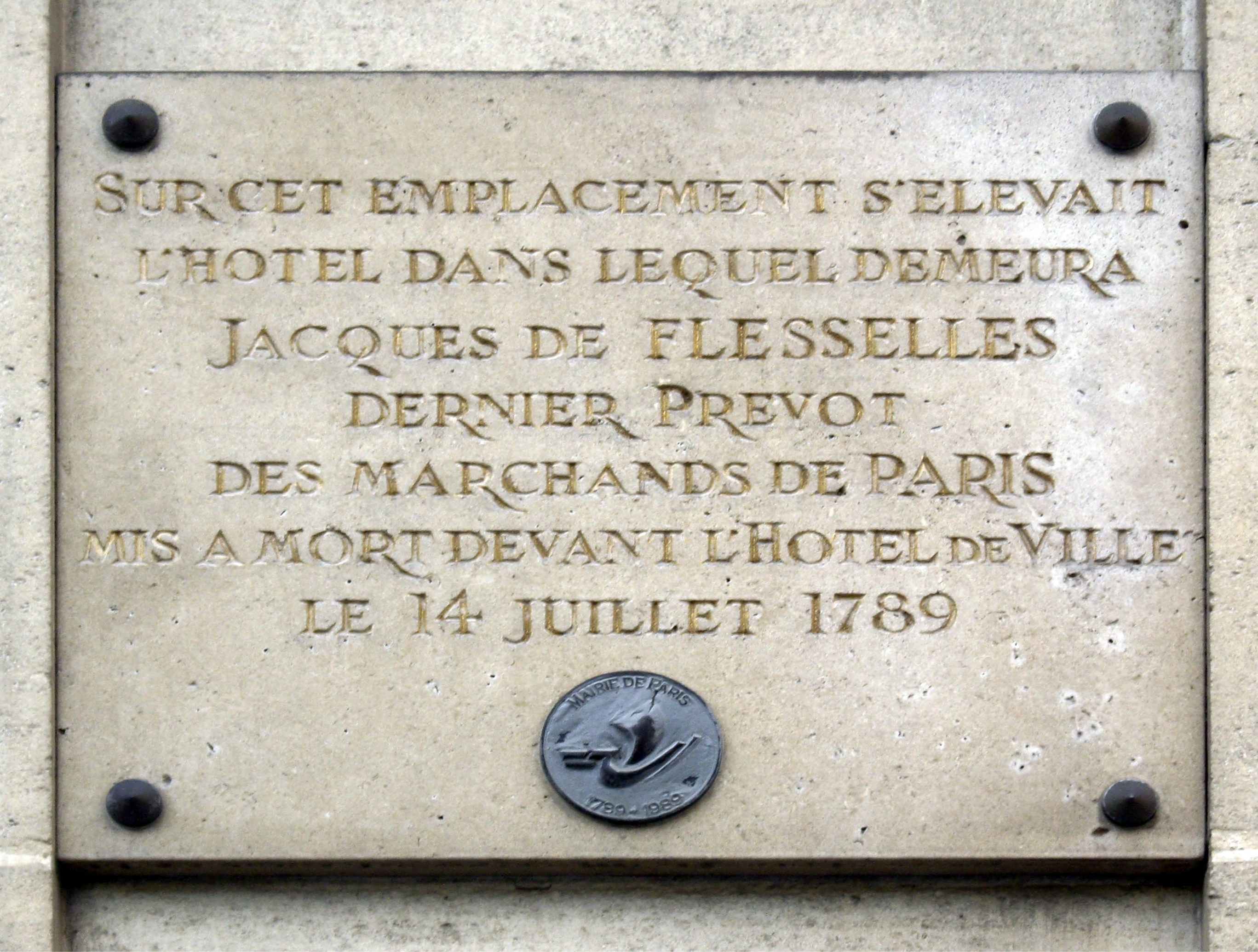
لوحة تذكارية لجاك دي فليسليه

في يوم 14 يوليو 1789، في نهاية فترة ما بعد الظهر، وعقب اقتحام سجن الباستيل، تعرض وكيل رابطة تجار باريس، جاك دي فليسليه، للقتل من على درج مبنى مدينة باريس. وذلك على الرغم من كون وكلاء التجار رمزًا لاستقلال باريس خلال العصور الوسطى، ولكن عندما وقع تمرد ضد الملك شارل الخامس، تم إلغاء مناصبهم ثم أعيدت مرة أخرى ولكن مع فرض رقابة صارمة من الملك.
وهكذا صار ينظر إليهم من قبل الشعب كممثلين للملك، لا كتجسيدًا لبلدية حرة.
وعقب حدث بلدية باريس، تحولت باريس على الفور إلى بلدية؛ بعدما كانت مدينة خلال العصور الوسطى، وتم إنشاء الحرس البلدي لحماية باريس من أي محاولات قد يقوم بها الملك لويس السادس عشر لقمع الثورة الفرنسية التي كانت مستمرة في الحدوث وقتئذ.
وهكذا تحولت عدة مدن فرنسية إلى بلديات (كما حدث مع باريس)، ونشأت البلديات في كل مكان بوجود الحرس البلدي.
وفي 14 ديسمبر 1789، أقرت الجمعية الوطنية قانون إنشاء البلدية، وصمم لتكون البلدية أدنى مستوى من التقسيم الإداري في فرنسا، وبالتالي يؤيد استقلال هذه البلديات. وكان إقرار الجمعية الوطنية بهذا القانون عملاً ثوريًا؛ فهو لم يكتف بتحويل جميع المدن الموثقة والقرى إلى بلديات فحسب، بل قررت الجمعية الوطنية تحويل كل الإبراشيات إلى بلديات كاملة. وتلك الأفكار الثورية كانت مستوحاة من أفكار ديكارت، ومن فلسفة التنوير حول التخلص من كل خصوصيات الماضي، وإقامة مجتمع مثالي.
وهكذا تم إنشاء تقسيمات إدارية موحدة على مستوى فرنسا كلها؛ فتنقسم فرنسا إلى عدد من المحافظات التي تنقسم إلى عدد من المقاطعات التي تنقسم إلى عدد من كانتونات المنقسمة إلى عدد من البلديات، وذلك دون استثناء. وتتساوى هذه البلديات في نفس التكوين والتمثيل القانوني؛ فلكل بلدية عمدة يترأسها، ومجلس بلدي ينتخبه السكان. وكان ذلك بمثابة ثورة إدارية حقيقية إذا ما نظرنا إلى عشرات الآلاف من القرى التي لم تنظم بمثل هذه الطريقة من الجودة من قبل. وبنى مجلس البلدية في كل هذه القرى من أجل إدارة البلدية. وعارض بعض أعضاء الجمعية الوطنية تقسيم فرنسا إلى عشرات الآلاف من البلديات، ولكن سادت في النهاية أفكار ميرابو حول البلديات.
وفي 20 سبتمبر 1792 تم سحب سلطة تسجيل المواليد والوفيات والزيجات من يد الكهنة ومنحها لرؤساء البلديات، وبذلك ظهر مفهوم الزواج المدني. وضايقت هذه التغييرات الكاثوليك المتدينين، فسقطت فرنسا في براثن الحرب الأهلية في غرب فرنسا. فاستغرق الأمر من نابليون وقتًا طويلاً لإعادة إحلال السلام في فرنسا واستقرار النظام الإداري الجديد.

### بعدالثورة الفرنسية

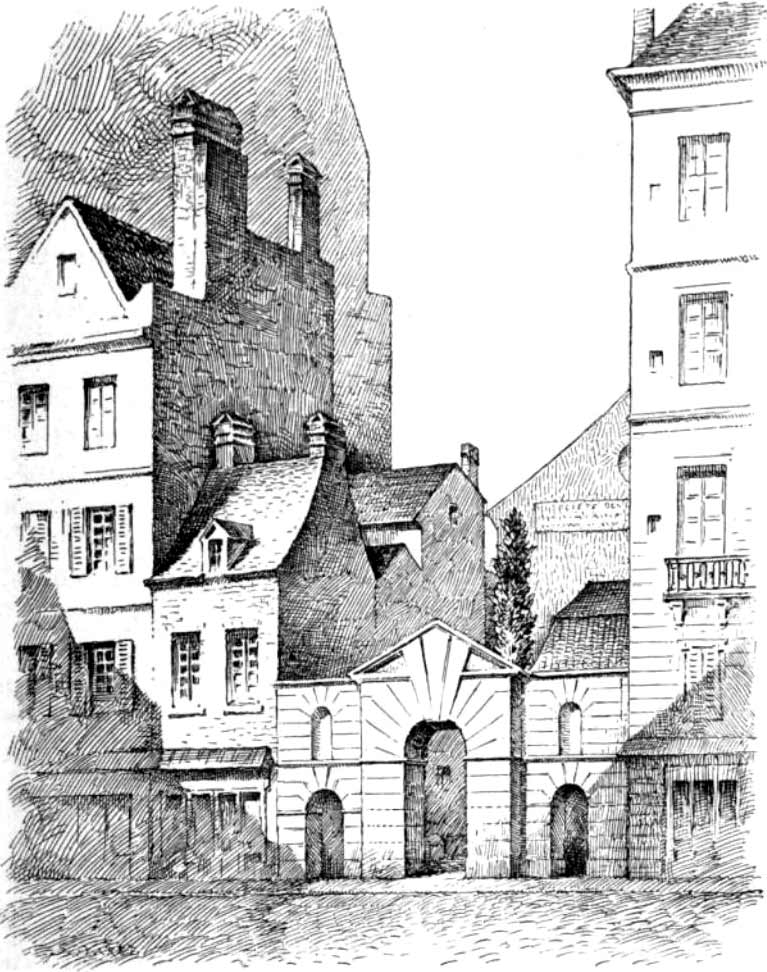
مدخل نادي اليعقوبيين في باريس

لا تزال البلديات الفرنسية محتفظة بنظمها ومبادئها العامة التي أنشئت في بداية الثورة. ولكن وقع أكبر التغييرات القانونية للبلديات في عام 1831، وذلك عندما أقرّ البرلمان الفرنسي تعديلات لمبدأ انتخاب المجالس البلدية، وفي عام 1837 منحت البلديات الفرنسية «الشخصية» القانونية. وكان الثوار اليعاقبة يخشون استقلال السلطات المحلية؛ لأنها ضمّت الكثير من المعارضين للثورة، فكان الثوار اليعاقبة يفضلون دولة مركزية قوية. ولذلك، منعوا إنشاء بلديات تتمتع بأي شخصية قانونية (كما فعلوا مع المحافظات). فكانت الدولة المركزية وحدها تتمتع بشخصية قانونية.
لكن في عام 1837 صار موقف الثوار اليعاقبة غير فعّال مع منح العشرات الآلاف من القرى شخصياتها القانونية، وبقى هذا الحال إلى يومنا هذا.
وبعد الثورة الفرنسية، وصل عدد البلديات التي تم إنشاؤها إلى حوالي 41000 بلدية، وذلك على الأراضي المقابلة للحدود الفرنسية أيام الجمهورية الحديثة (ويشمل الرقم الإدارات التي ضمتها فرنسا في 1795: سافوا، هوت سافوا، والألب ماريتيم، ولكنه لا يشمل الإدارات الحالية لبلجيكا، وألمانيا الغربية من نهر الراين، والتي كانت جزءًا من فرنسا فيما بين 1795 و1815). ورغم أن هذا العدد كان أقل من الأبرشيات الـ 60000 التي كانت موجودة قبل الثورة، إلا أنه كان عدد لا بأس به مقارنة بباقي دول العالم في ذلك الوقت.